# تونی تاولر
تونی تاولر (اسپانیایی: Toni Tauler‎؛ زادهٔ ۱۱ آوریل ۱۹۷۴) دوچرخه‌سوار اهل اسپانیا است.
وی در مسابقات کشوری و بین‌المللی در مجموع برندهٔ ۱ مدال نقره شده‌است.